# Thomas Habif
Pour les articles homonymes, voir Habif.
Thomas Habif né le 27 mai 1996 à Buenos Aires, est un joueur de hockey sur gazon argentin. Il évolue au poste de milieu de terrain au Harvestehuder THC et avec l'équipe nationale argentine.
Il a participé aux Jeux olympiques d'été de 2020.
Ses sœurs Agustina et Florencia ont également participé aux Jeux olympiques.

## Carrière

### Coupe d'Amérique
- : 2022

### Jeux olympiques
- Top 8 : 2020